# Dume (Braga)
Dume ist ein Ort und eine ehemalige Gemeinde (Freguesia) im Norden Portugals.

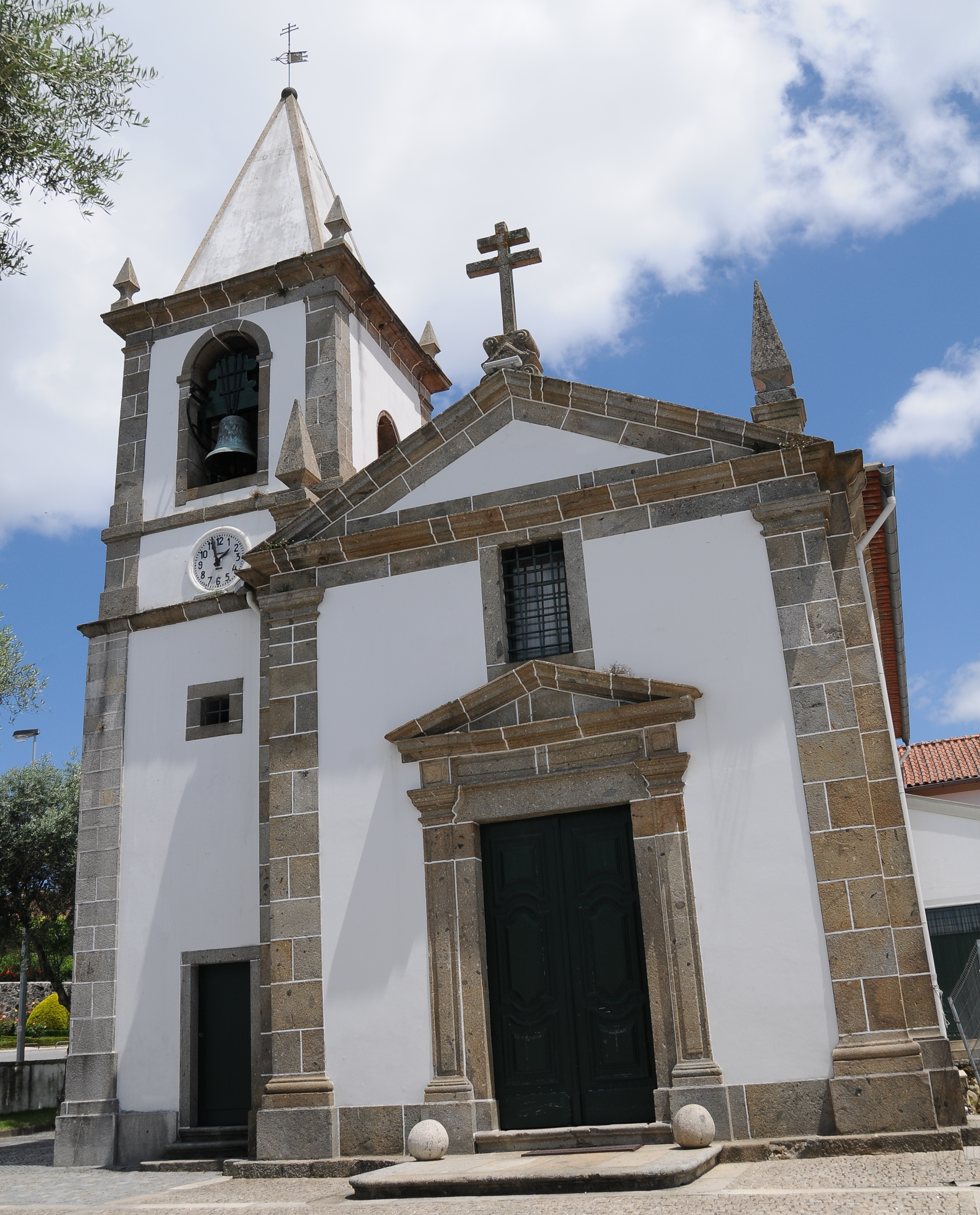
Kirche von Dume

Dume gehört zum Kreis und zur Stadt (pt: Cidade) Braga im Distrikt Braga. Die Gemeinde hatte eine Fläche von 3,9 km² und 3251 Einwohner (Stand 30. Juni 2011).
Am 29. September 2013 wurden die Gemeinden Dume, Semelhe und Real zur neuen Gemeinde União das Freguesias de Real, Dume e Semelhe zusammengeschlossen.

## Bauwerke (Auswahl)
- Casa da Pereira
- Dumio, antikes Kloster